# Slaget vid Custoza
Slaget vid Custozza var ett slag i trakterna runt Custoza under Tyska enhetskriget den 24 juni 1866 mellan österrikiska och italienska trupper.
En 73 000 man stark österrikisk armé under befäl av ärkehertig Albrekt besegrade en 100 000 man stark italiensk armé under befäl av kung Viktor Emanuel. 
Slaget inledde med en sammanstötning vid Villafranca mellan en österrikisk kavalleribrigad och två italienska divisioner, vilka sedaerma under hela slaget band sig här, under det att ärkehertigen försökte vinna avgörande på den motsatta flygeln. Där tvingades italienarna att retirera först från Oliosi, senare efter hårda strider från Monte Vento och Santa Lucia. Slutligen intogs även Custozza genom ett koncentriskt avfall mot den där stående Italienska centern. Förlusterna på vardera sida uppgick till omkring 8 000 stupade.
Följden av slaget blev en strategisk reträtt inte bara för Viktor Emauels utan även för Enrico Cialdinis längre österut stående armé. Österrikarna hindrades dock att fullfölja sin framgång genom sina motgångar på den böhmiska fronten.

## Fotnoter
1. ↑  Endast 65 000 som korsade Mincio.